# Bertrand (Nebraska)
Bertrand es una villa ubicada en el condado de Phelps en el estado estadounidense de Nebraska. En el Censo de 2010 tenía una población de 750 habitantes y una densidad poblacional de 522,7 personas por km².

## Geografía
Bertrand se encuentra ubicada en las coordenadas 40°31′35″N 99°37′57″O / 40.52639, -99.63250. Según la Oficina del Censo de los Estados Unidos, Bertrand tiene una superficie total de 1.43 km², de la cual 1.43 km² corresponden a tierra firme y (0%) 0 km² es agua.

## Demografía
Según el censo de 2010, había 750 personas residiendo en Bertrand. La densidad de población era de 522,7 hab./km². De los 750 habitantes, Bertrand estaba compuesto por el 97.73% blancos, el 0% eran afroamericanos, el 0.53% eran amerindios, el 0.4% eran asiáticos, el 0% eran isleños del Pacífico, el 0.27% eran de otras razas y el 1.07% pertenecían a dos o más razas. Del total de la población el 2.93% eran hispanos o latinos de cualquier raza.